# Leptecophylla juniperina
Leptecophylla juniperina är en ljungväxtart. Leptecophylla juniperina ingår i släktet Leptecophylla och familjen ljungväxter.

## Underarter
Arten delas in i följande underarter:
- L. j. juniperina
- L. j. oxycedrus
- L. j. parvifolia

## Bildgalleri

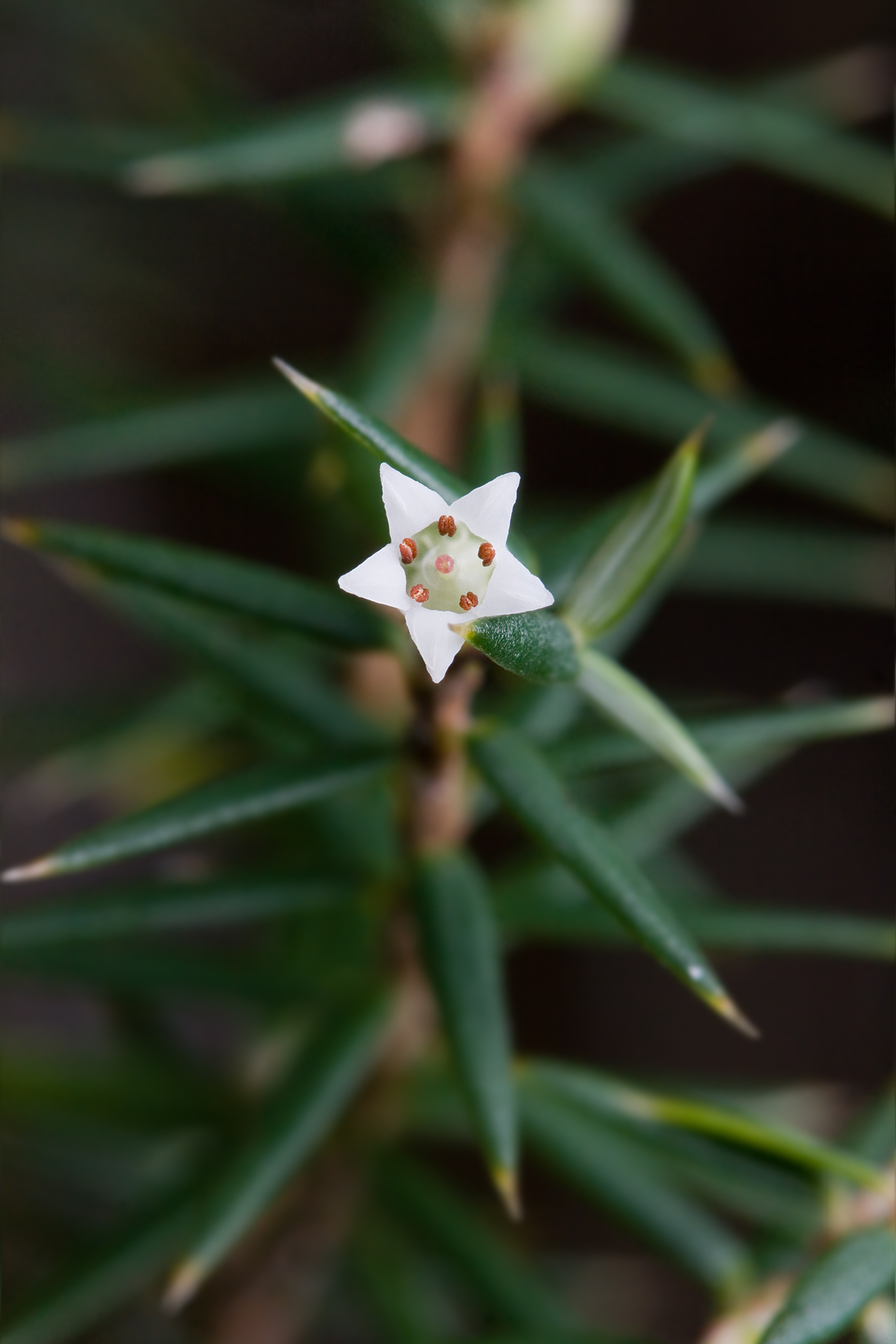